# (22311) 1991 EF2
(22311) 1991 EF2 là một tiểu hành tinh vành đai chính. Nó được phát hiện bởi Henri Debehogne ở Đài thiên văn La Silla ở Chile ngày 10 tháng 3 năm 1991.